# Bactrocera anomala
Bactrocera anomala är en tvåvingeart som först beskrevs av Drew 1971.  Bactrocera anomala ingår i släktet Bactrocera och familjen borrflugor.
Artens utbredningsområde är Vanuatu. Inga underarter finns listade.